# Maksymilian Słuszkiewicz
Maksymilian Słuszkiewicz (ur. 11 października 1884 w Sanoku, zm. 17 stycznia 1940 w Buchenwaldzie) – polski urzędnik policji i państwowy, działacz społeczny, ostatni burmistrz Sanoka w II Rzeczypospolitej.

## Życiorys

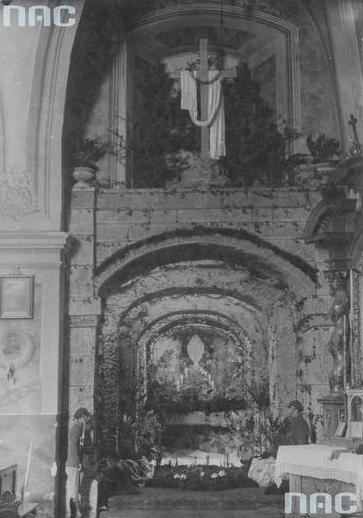
Grób Pański na święto Wielkiejnocy wykonany przez Maksymiliana Słuszkiewicza w kościele franciszkanów w Sanoku

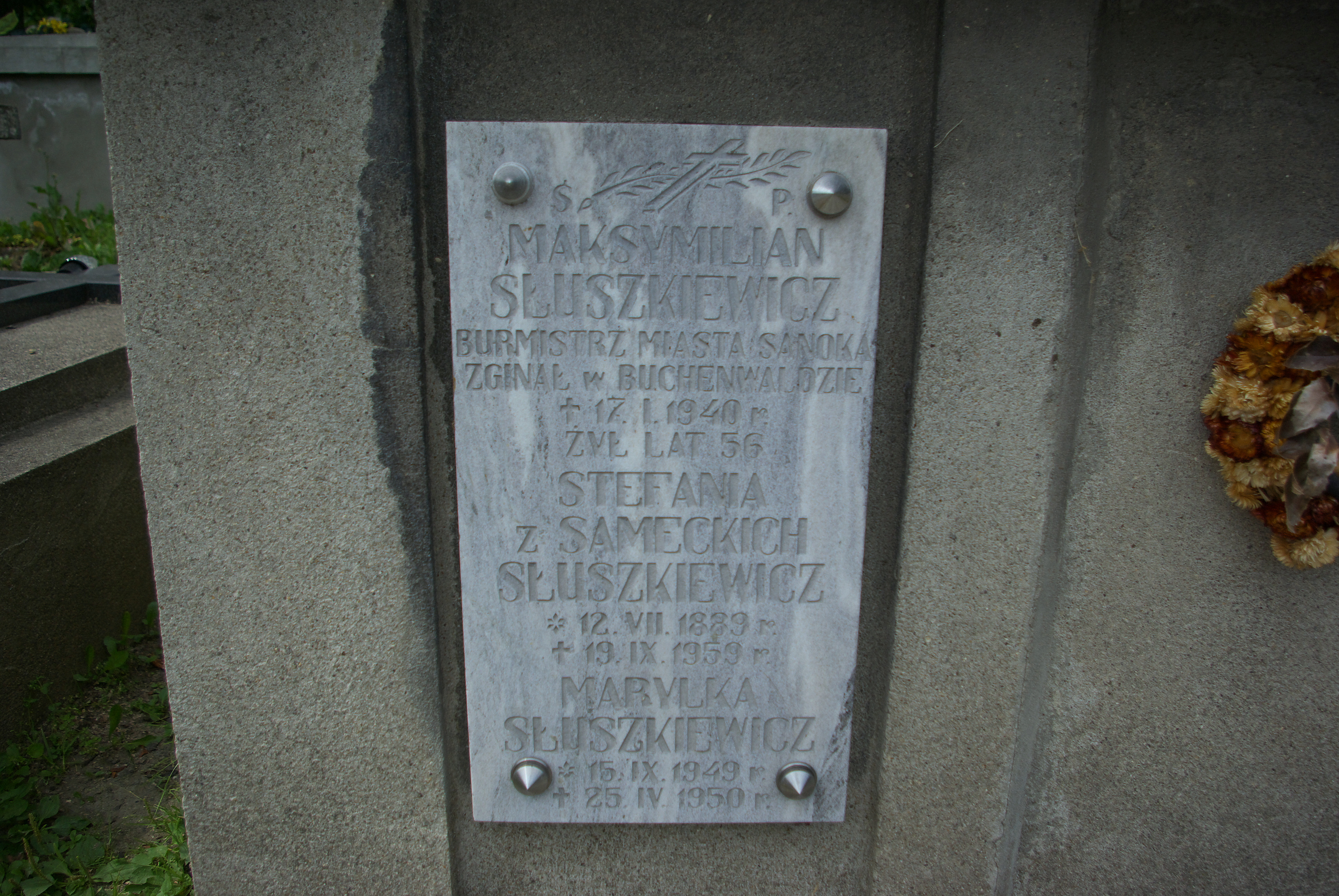
Upamiętnienie symboliczne Maksymiliana Słuszkiewicza na grobowcu Sameckich

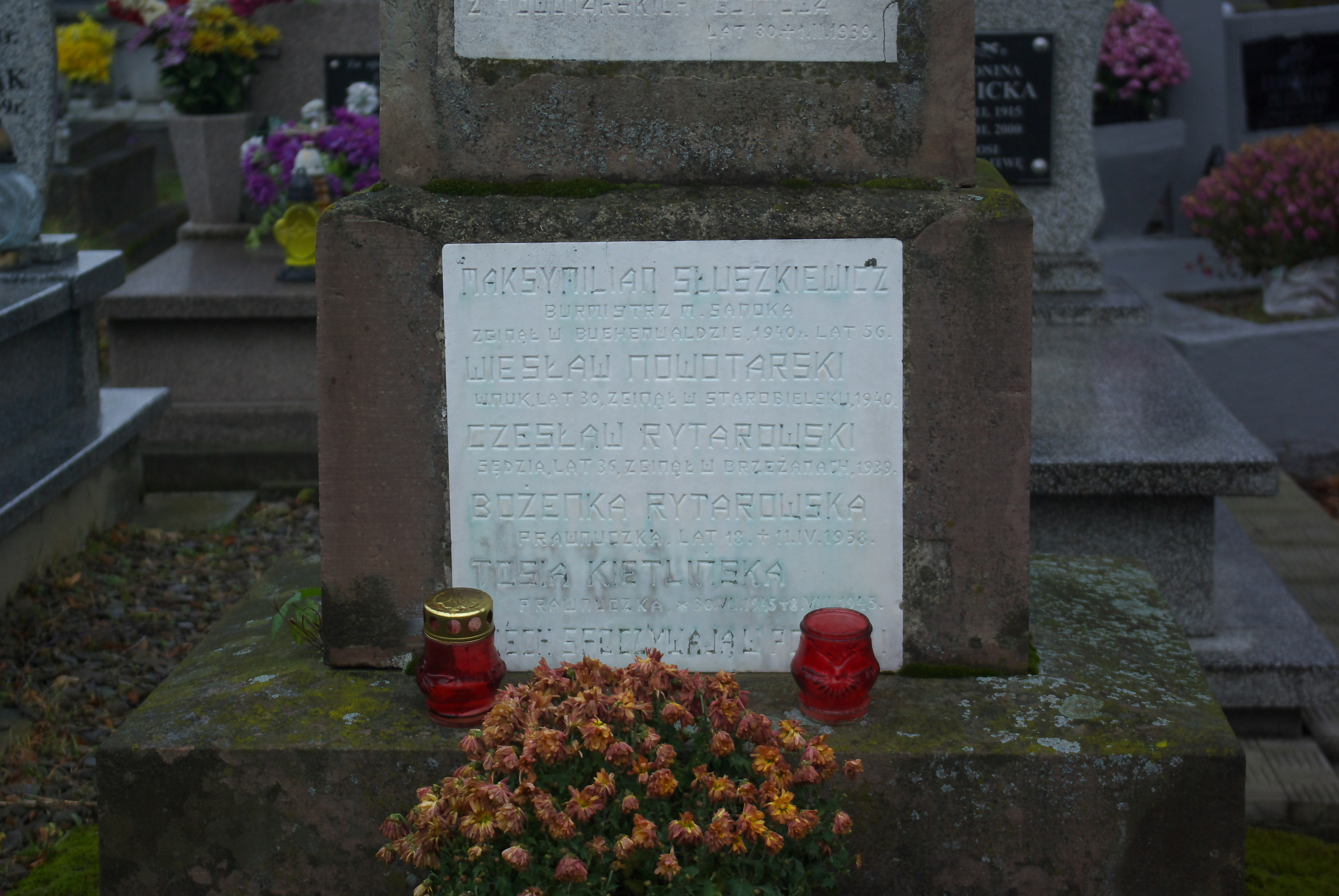
Upamiętnienie symboliczne Maksymiliana Słuszkiewicza na grobowcu rodziców

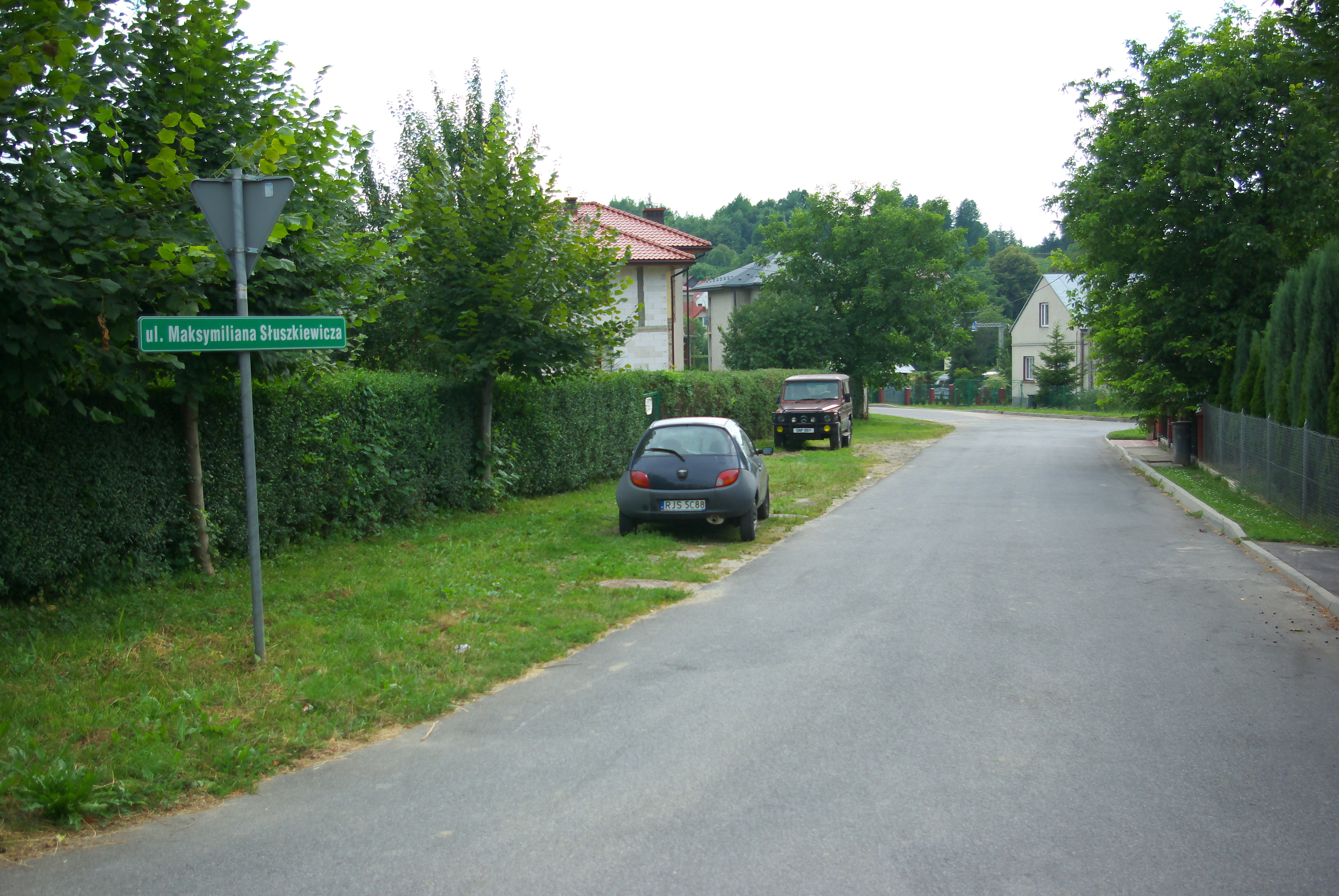
Ulica Maksymiliana Słuszkiewicza w Sanoku

Urodził się 11 października 1884 w Sanoku w mieszczańskiej rodzinie trudniącej się rzeźnictwem i masarstwem. Był synem Michała (1848–1936, kontynuujący rodzinne tradycje i prowadził zakład masarski, a także burmistrz Sanoka) i Pauliny z domu Dziura (zm. 1926 w wieku 68 lat). Jego rodzice mieli 12 dzieci, z których troje zmarło w dzieciństwie, a dziewięcioro pozostałych to: Franciszek (1875–1944, jego synem, bratankiem Maksymiliana był Eugeniusz Słuszkiewicz), Józef (1880–1914), Teofila (1882–1951, żona Franciszka Martynowskiego), Maksymilian (1884–1940), Władysława (1886–1971, po mężu Nowotarska, matka Wiesława Nowotarskiego i Witolda Nowotarskiego – stroiciela instrumentów muzycznych), Emilia (1888–1982), Witold (1890–1914, absolwent Akademii Handlu Zagranicznego, pisarz, kierownik kółka amatorskiego, jako ochotnik armii austriackiej walczył w bitwie pod Kraśnikiem, zmarł od ran wówczas odniesionych), Roman (1892–1975) i Edmund (1895–1980). Wszyscy z nich ukończyli szkoły, trzech było absolwentami wyższych uczelni. Rodzina Słuszkiewiczów zamieszkiwała w Sanoku przy ulicy Tadeusza Kościuszki 60 (przy tej ulicy działał też sklep wędliniarski Słuszkiewiczów).
Maksymilian uczył się w C.K. Gimnazjum w Sanoku (w II klasie w roku szkolnym 1897/1898, w III klasie w roku szkolnym 1899/1900). Następnie ukończył Szkołę Administracyjną w Przemyślu. Został urzędnikiem. Będąc sekretarzem w urzędzie ziemskim uchwałą Rady Miejskiej w Sanoku z 1902 został uznany przynależnym do gminy Sanok. W 1907 pełnił funkcje aplikanta w urzędzie miasta. Podjął pracę w c. k. policji miejskiej w Sanoku, od 1 marca jako tymczasowy sierżant, od maja 1908 pracował na posadzie praktykanta policyjnego, 30 lipca 1908 tego roku złożył przysięgę służbową, a 5 sierpnia 1909 został mianowany stałym urzędnikiem miejskim. Pełnił funkcję zastępcy inspektora policji miejskiej. Od 1910 był kancelistą miejskim. W 1911 był aplikantem manipulacyjnym. W międzyczasie działał jako członek Polowych Drużyn Sokolich w Sanoku, działającym w gmachu przy ulicy Mickiewicza, Sanockiej Chorągwi Drużyn Bartoszowych, założonej 3 sierpnia 1911 r.. Przed 1914 udzielał się jako organizator kółek dramatycznych.
W listopadzie 1918 jako ochotnik wstąpił do Wojska Polskiego i dołączył do formowanego 3 batalionu Strzelców Sanockich. Władze samorządowe zwróciły się o zwolnienie go ze służby i powrócił do obowiązków urzędniczych. Od tego czasu kierował Polsko-Amerykańskim Komitetem Pomocy Dzieciom w okolicznych powiatach (do 1922 r.) i był sekretarzem Powiatowego Urzędu Ziemskiego. W kolejnych latach funkcjonował w ramach sanockiego gniazda Polskiego Towarzystwa Gimnastycznego „Sokół” (1912, 1920, 1921, 1922, 1924, 1939, udzielał się w Czytelni Mieszczańskiej w budynku Ramerówka. Był czołowym działaczem kulturalnym w mieście, organizującym uroczystości, obchody, imprezy masowe, przedstawienia, bale, akademie. Był członkiem czynnym zwyczajnym Towarzystwa dla Popierania Nauki Polskiej we Lwowie. W 1920 był inicjatorem i założycielem Towarzystwa Muzyczno-Dramatycznego „Gamba” (wraz z nim Marian Kawski).
Był wybierany radnym miejskim (od 1928 r., od 1933 r.). Od 1929 był komisarycznym szefem Kasy Chorych. Funkcjonował w szeregach Bezpartyjnego Bloku Współpracy z Rządem. W 1932 został członkiem połączonej rady w związku z połączeniem gminy Sanok i gminy Posada Olchowska. Został radnym w 1934. 3 marca 1934, po drugim wyborze Jana Rajchla na stanowisko burmistrza Sanoka, Maksymilian Słuszkiewicz został jego zastępcą. W połowie 1935 został zastępcą członka Okręgowej Komisji Wyborczej nr 77 we Sanoku przed wyborami parlamentarnymi w 1935.
W 1936 został członkiem sanockiego komitetu Zjazdu Górskiego zorganizowanego w sierpniu 1936 w Sanoku. Po tym jak z funkcji burmistrza zrezygnował Jan Rajchel (zmarł 10 kwietnia 1937 r.), 25 maja 1937 Rada Miasta wybrała na jego następcę Maksymiliana Słuszkiewicza (nowym wiceburmistrzem został Juliusz Bruna). Funkcję włodarza miasta sprawował przez ostatnie dwa lata istnienia II Rzeczypospolitej, w tym po wyborach z 1939 r.. Stanowisko pełnił jako emeryt (jego roczne uposażenie – 3187 zł – było znacząco niższe od poprzednika, który otrzymywał 6332 zł).
Działał społecznie, w tym w ramach Towarzystwa Polskiej Ochronki Dzieci Chrześcijańskich. Był bibliofilem. Miał artystyczne usposobienie, hobbystycznie rzeźbił i malował, zaś w sferze zarządzania miastem przejawiało się to w dbałości o estetyczny wygląd Sanoka; ponadto kierował amatorskim zespołem teatralnym, w ramach którego był jednocześnie reżyserem i aktorem. Dbał o życie kulturalne i religijne: organizował bale branżowe (np. oficerskie, mieszczańskie, kolejarskie), z bratem Edmundem przygotowywał inscenizacje jasełek, a wraz z Władysławem Lisowskim wykonywał dekoracje szopek bożonarodzeniowych i Grobów Pańskich w kościele Przemienienia Pańskiego w Sanoku i kościele franciszkanów. Był członkiem komitetu organizacyjnego I Zjazdu Absolwentów z okazji 50-lecia sanockiego gimnazjum w 1938 r.. W latach 30. zasiadał w radzie nadzorczej Komunalnej Kasy Oszczędności Królewskiego Wolnego Miasta Sanoka. W 1932 zasiadał w radzie nadzorczej Komunalnej Kasy Oszczędności Królewskiego Wolnego Miasta Sanoka, funkcjonującej w budynku przy ul. Tadeusza Kościuszki 4, w 1936 był wiceprezesem rady, a po objęciu stanowiska burmistrza został prezesem rady nadzorczej.
W Sanoku 1938 Maksymilian Słuszkiewicz był przypisany do adresów: w 1938 ulica Jagiellońska 4, w 1939 ulica Henryka Sienkiewicza 3. Jego żoną od 28 września 1912 była Stefania Anna z domu Samecka (1889–1959), córka sanockiego organisty Jana Sameckiego i Marianny z domu Różewicz, także należąca do Drużyn Bartoszowych (historia starań Maksymiliana o jej rękę była powszechnie znaną w mieście). Mieli córki, w tym Marię Wandę (ur. 1917), syna Przemysława Jerzego (zm. 5 kwietnia 1922 mając 12 miesięcy).
W czasie bezpośredniego zagrożenia atakiem III Rzeszy na Polskę, w mieście zorganizowano zbiórkę wśród mieszkańców, której środki przekazano na rzecz nabycia broni dla polskiego wojska. Po wybuchu II wojny światowej, przez pierwsze dni września odpowiedzialnie działał na rzecz mieszkańców w zakresie ewakuacji i zarządzania. Sam odmówił wyjazdu. W pierwszych dniach kampanii wrześniowej podjął decyzję o demontażu i ukryciu wartościowych składników technicznych wodociągów miejskich, które następnie w wymuszony sposób zostały przekazane okupującym miasto Niemcom. Obowiązki burmistrza pełnił do 10 września. Po wkroczeniu Niemców, został pierwszy raz aresztowany, po czym zwolniony z sugestią aby opuścił miasto. Mimo tego postanowił honorowo pozostać w Sanoku wraz z jego mieszkańcami. 21 września 1939 został aresztowany ponownie wskutek donosu z zarzutem działalności na niekorzyść Niemców, prawdopodobnie wytworzonego przez Ukraińców. Uwięzienie i dalszy los burmistrza był jednocześnie reperkusją próby ukrycia przed Niemcami urządzeń wodociągowych. Prócz niego w grupie osobistości sanockich wyznaczonych przez dowództwo 1 Dywizji Strzelców Górskich jako 10 zakładników bezpieczeństwa (aresztowani zostali także adwokat i prezes TG „Sokół” Jerzy Pietrzkiewicz, sędzia Zygmunt Kruszelnicki i wyższy funkcjonariusz Policji Państwowej w Sanoku, Antoni Nabywaniec). Celem jego zwolnienia, mieszkańcy miasta przygotowali do władz okupacyjnych zbiorowy list z kilkuset podpisami, jednak żona burmistrza nie przekazała go władzom okupacyjnym z obawy przed możliwymi konsekwencjami dla podpisanych (petycję poparli także Łemkowie i gmina żydowska, która zaoferowała opłacenie kaucji w złocie, czemu sprzeciwił się sam burmistrz przewidując, że Niemcy nie wywiążą się z takiej umowy). Po kilku dniach aresztowania został wywieziony z miasta. 8 marca 1940 jego żona otrzymała zawiadomienie, iż Maksymilian Słuszkiewicz zmarł w niemieckim obozie koncentracyjnym w Buchenwaldzie 17 stycznia 1940 (wcześniej był przetrzymywany w Weimarze) (wśród zwróconych rodzinie przedmiotów należących do niego, było także niemieckie administracyjne zezwolenie z września 1939 r., umożliwiające opuszczenie miasta w tym czasie). 16 lutego 1940 odbył się potajemny, symboliczny pogrzeb Maksymiliana Słuszkiewicza na sanockim cmentarzu.

## Upamiętnienie
Podczas „Jubileuszowego Zjazdu Koleżeńskiego b. Wychowanków Gimnazjum Męskiego w Sanoku w 70-lecie pierwszej Matury” 21 czerwca 1958 nazwisko Maksymiliana Słuszkiewicza zostało wymienione w apelu poległych w gronie ofiar umęczonych w obozie oświęcimskim i innych obozach na ziemi niemieckiej oraz na ustanowionej w budynku gimnazjum tablicy pamiątkowej poświęconej poległym i pomordowanym absolwentom gimnazjum.
W kościele franciszkanów w Sanoku powstało malowidło z gatunku polichromii autorstwa malarza Władysława Lisowskiego wykonane w latach 1937–1939; fresk na łuku łączącym nawę główną z prezbiterium ukazuje scenę hołdu składanego przez przedstawicieli różnych stanów społecznych Matce Bożej, a wśród osób uwielbiających jest m.in. Maksymilian Słuszkiewicz namalowany w stroju szlacheckim i trzymający w dłoni karabelę.
Po śmierci Maksymilian Słuszkiewicz został upamiętniony w trzech lokalizacjach Cmentarza Centralnego w Sanoku: na grobowcu rodziny Sameckich, na grobowcu swoich rodziców, Michała i Pauliny Słuszkiewiczów oraz w 1962 został wymieniony na tablicy Mauzoleum Ofiar II Wojny Światowej wśród innych ofiar nazizmu i niemieckich obozów koncentracyjnych pochodzących z Sanoka i ziemi sanockiej.
Na terenie Sanoka w dzielnicy Dąbrówka została ustanowiona ulica nazwana imieniem i nazwiskiem Maksymiliana Słuszkiewicza.
Z okazji obchodów 125-lecia istnienia sanockiego gniazda TG „Sokół” 7 czerwca 2014 na gmachu „Sokoła” w Sanoku została odsłonięta tablica upamiętniająca miejscowych działaczy sokolich, Maksymiliana Słuszkiewicza, Jerzego Pietrzkiewicza i Zygmunta Kruszelnickiego.